# エルキュール＝メリアデック・ド・ロアン＝ゲメネ
エルキュール＝メリアデック・ド・ロアン（Hercule-Mériadec de Rohan, 1688年11月13日 - 1757年12月21日）は、ブルボン朝時代フランスの貴族、廷臣。ゲメネ公、モンバゾン公爵。首飾り事件の中心人物ルイ＝ルネ＝エドゥアール・ド・ロアン枢機卿の父。

## 生涯
ゲメネ公シャルル3世・ド・ロアンとその2番目の妻シャルロット・エリザベート・ド・コシュフィエ（1657年 - 1719年）の間の第7子・四男。長兄モンバゾン公フランソワ＝アルマン（1682年 - 1717年）が父に先立って亡くなり、加えて次兄ロシュフォール伯ルイ＝アンリ（1686年 - 1748年）が聖十字修道会の参事会員となり聖職禄を得る身となったため、1727年父の死に伴い、その後継者となった。近衛ジャンダルム（憲兵）部隊に所属し、同部隊の旗手を務めた。1757年所領の1つサント＝モールで死去。

## 子女

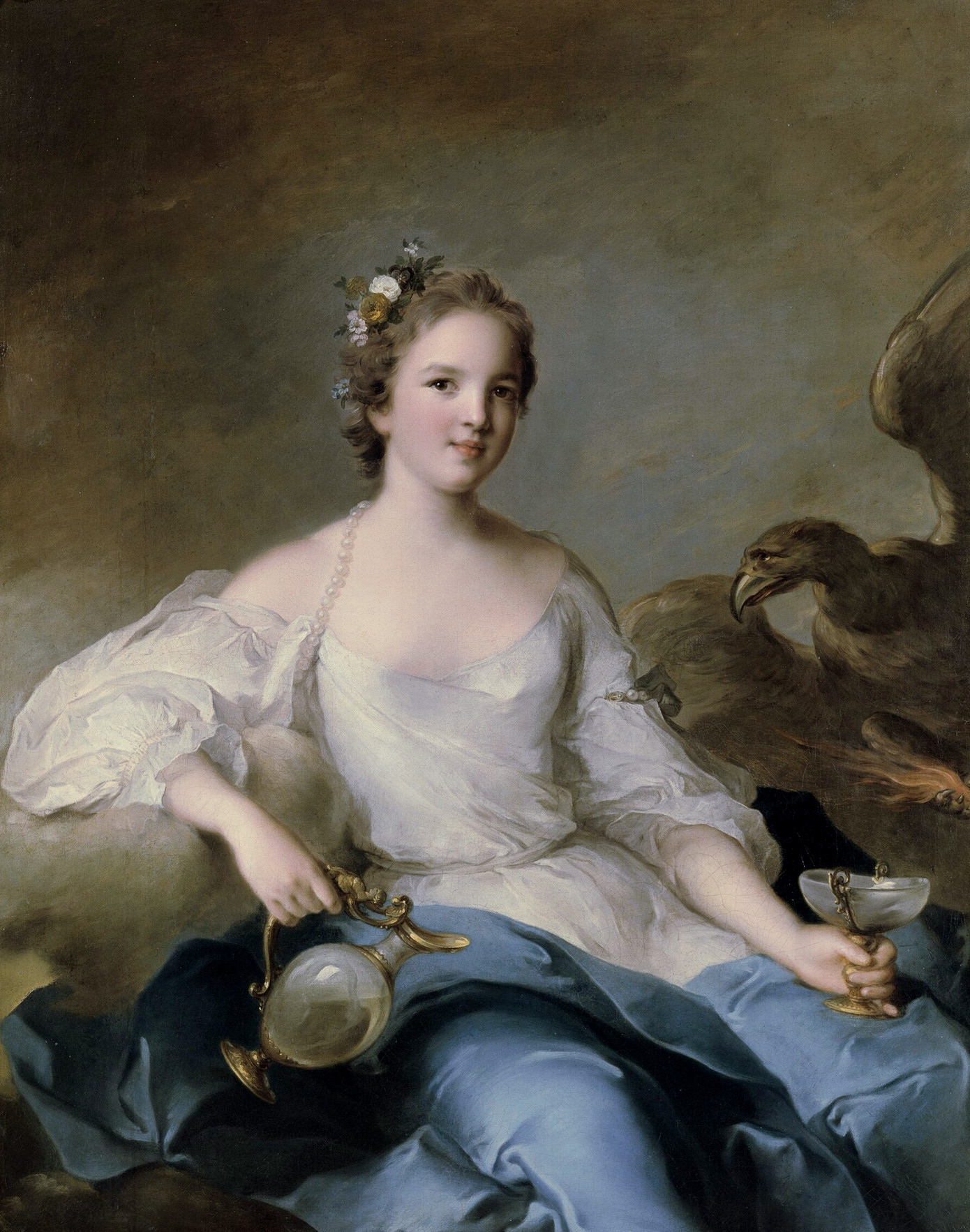
長女のシャルロット＝ルイーズ（ジャン＝マルク・ナティエ画、1738年）

1718年8月4日、同族のスービーズ公エルキュール＝メリアデックの娘で又従妹のルイーズ・ド・ロアンと結婚、間に7人の子をもうけた。
- シャルロット＝ルイーズ″マドモワゼル・ド・ロアン″（1722年 - 1786年） - 1737年マッセラーノ公ヴィットーリオ・フィリッポ・フェレロ・フィエスキと結婚
- ジュヌヴィエーヴ＝アルマンド（1724年 - 1766年） - ノートルダム・ド・マルケット修道院（フランス語版）院長
- ジュール＝エルキュール＝メリアデック（1726年 - 1800年） - ゲメネ公及びモンバゾン公爵
- マリー＝ルイーズ（1728年 - 1737年）
- ルイ＝アルマン＝コンスタンタン（1732年 - 1794年） - モンバゾン公（prince de Montbazon）
- ルイ＝ルネ＝エドゥアール（1734年 - 1803年） - 枢機卿、ストラスブール司教、フランス宮廷司祭長
- フェルディナン＝マクシミリアン＝メリアデック（1738年 - 1813年） - ボルドー大司教、カンブレー大司教

## 引用・脚注
1. ↑  van de Pas, Leo. “Hercule Mériadec de Rohan”. Genealogics .org. 2013年4月15日時点のオリジナルよりアーカイブ。2010年4月7日閲覧。
2. 1 2 3 4  Anselme, Père. Histoire de la Maison Royale de France’’, tome 4. Editions du Palais-Royal, 1967, Paris. pp. 46, 64-68. (French).
3. ↑  Jeffares, Neil. “Dictionary of pastellists before 1800”. 2020年1月6日閲覧。